# Faiditus affinis
Faiditus affinis là một loài nhện trong họ Theridiidae.
Loài này thuộc chi Faiditus. Faiditus affinis được Octavius Pickard-Cambridge miêu tả năm 1880.